# 四棘矮麗魚
四棘矮麗魚，為輻鰭魚綱鱸形目隆頭魚亞目慈鯛科的其中一種，分布於南美洲委內瑞拉奧里諾科河流域，體長可達4.5公分，棲息在中底層水域，生活習性不明。

## 擴展閱讀
維基物種上的相關：四棘矮麗魚